# Achterhoek-Winterswijk (wijnstreek)
Achterhoek-Winterswijk is vanaf 9 augustus 2020 een beschermde oorsprongsbenaming (BOB) voor wijn geproduceerd in een afgebakend gebied in de Nederlandse gemeente Winterswijk (provincie Gelderland). De bescherming van deze appellatie werd op 21 november 2017 aangevraagd  en de Europese Commissie heeft het besluit tot bescherming genomen op 13 juli 2020 en zeven dagen later gepubliceerd.
Het afgebakende gebied volgt de grenzen van de gemeente Winterswijk. De bodemsamenstelling van de BOB Achterhoek-Winterswijk laat zich kenmerken door kalkrijke gronden met afzettingen van leem en humus.
De toegestane druivenrassen zijn:
- voor witte wijn: Johanniter, Solaris, Souvignier Gris, Merzling;
- voor rode wijn: Regent, Pinotin, Cabernet Cortis, Cabertin, Acolon, Monarch